# Virgo (constelación)
Virgo o Virgen (Virgo en latín) es una extensa constelación ubicada entre Leo hacia el oeste y Libra hacia el este, siendo la segunda más grande 
después de Hidra, y la mayor de las constelaciones del Zodiaco.
Virgo se representa a menudo portando dos gavillas de trigo, una de ellas señalada por la brillante estrella Spica o la Espiga de los agricultores medievales. Para los observadores del hemisferio boreal, la localización de Virgo es fácil gracias a esta estrella, que se encuentra siguiendo la curva que va desde ‘el Carro’ en la Osa Mayor hacia Arturo (α Bootis) y continuando dicha curva hasta llegar a Espiga. En el hemisferio sur, también es sencilla su localización, ya que se puede extender hacia el este una línea imaginaria entre γ Corvi (Gienah Gurab) y δ Corvi (Algorab) (ambas estrellas de Corvus), dando casi directamente la ubicación de α Virginis.

## Etimología
Es la sexta constelación zodiacal y su nombre procede del latín virgo, ‘virgen’. Es el único representado por una mujer, sin embargo ha sido representada por una gran diversidad de deidades tales como: la diosa de la fertilidad de los babilonios, Ishtar, también por Astrea, la diosa virgen de la justicia en la mitología grecorromana; asimismo representada por Deméter, hija de Cronos, la diosa griega de los granos y la agricultura, Ceres para los romanos. También por Afrodita, diosa de la belleza y la fertilidad. Son muchas las deidades con las que han identificado esta constelación zodiacal.
Al hallarse al final del periodo estival, simboliza la cosecha, de ahí que Virgo sea representada a veces sosteniendo dos espigas en la mano, las cuales algunos lingüistas asocian con <virga> lt. 'ramita'.
Para los romanos ya era el nombre de la constelación que conocemos, asimismo el acueducto que llevaba agua a Roma se llamaba "aqua virgo"; es comúnmente aceptado que se llamó así en honor a la doncella que indicó donde estaba ubicada la naciente de agua que se utilizó.
El nombre de esta constelación en castellano debería ser ‘la Virgen’, dado que se considera que virgen proviene del latín virgo (genitivo virginis) lt. 'doncella o mujer virgen', 'mujer joven'. No obstante en la vulgata las constelaciones zodiacales han sido castellanizadas.

## Características destacables

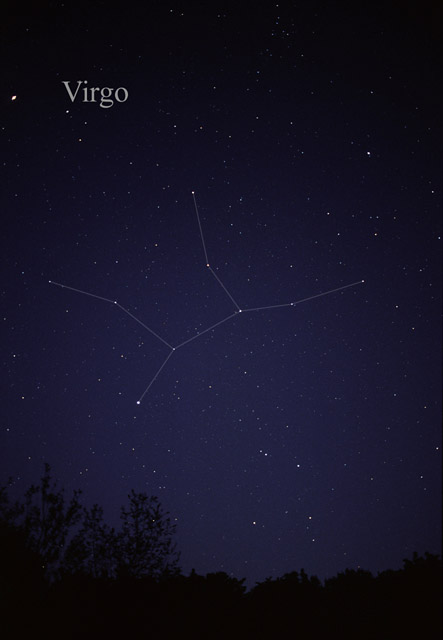
Constelación de Virgo [http://www.allthesky.com/constellations/virgo-e.html AlltheSky.com

Espiga (α Virginis), la estrella más brillante de Virgo, es un sistema binario cuyas componentes están separadas entre sí apenas 0,12 ua con un período orbital de 4,0145 días.
La estrella principal tiene tipo espectral B1 —clasificada como gigante o subgigante— y una masa 11 veces mayor que la masa solar, siendo una de las estrellas más cercanas a nosotros con masa suficiente para acabar su vida como una supernova de tipo II.
La estrella acompañante —de tipo B2V— es una de las pocas estrellas cuyo espectro se ve afectado por el efecto Struve-Sahade, que implica un cambio anómalo en la intensidad de las líneas espectrales a lo largo de su órbita, siendo las líneas más débiles a medida que la estrella se aleja del observador.
Porrima (γ Virginis), segundo astro en brillo, es también una binaria compuesta por estrellas blancas de la secuencia principal de tipo espectral F0V y 6757 K de temperatura superficial. El período orbital del sistema es de 168,9 años y el último periastro —mínima separación entre componentes— tuvo lugar en 2005. La notable excentricidad de la órbita hace que la distancia entre ambas componentes oscile entre 5 y 81 ua. Este sistema estelar se encuentra a 38,6 años luz de la Tierra.
La tercera estrella más brillante de Virgo es ε Virginis, llamada Vindemiatrix, Protrigetrix o Almuredin, una gigante amarilla de tipo G8III con una luminosidad 83 veces mayor que la del Sol y un radio 11,4 veces más grande que el radio solar. Posee una metalicidad —abundancia relativa de elementos más pesados que el helio— aproximadamente un 30 % mayor que la solar ([Fe/H] = +0,13).
Le sigue en brillo Heze (ζ Virginis), estrella blanca de la secuencia principal de tipo A2Van acompañada de una tenue enana roja.
λ Virginis es una binaria espectroscópica de tipo conjunto A1V: sus dos componentes son estrellas con líneas metálicas —estrellas químicamente peculiares— con un período orbital de 206,7 días.

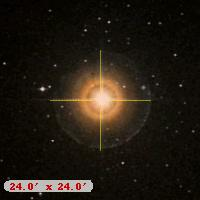
Zavijava, estrella F9V 3,5 veces más luminosa que el Sol

Otra estrella a destacar es Zavijava (β Virginis), enana amarilla de tipo F9V a 35,6 años luz de la Tierra. Tiene una temperatura de 6059 K, unos 280 K más caliente que el Sol, y un contenido de hierro un 30 % superior al solar; con una masa entre un 30 % y un 40 % mayor que la masa solar, se piensa que está a punto de abandonar la secuencia principal.
μ Virginis, conocida como Rijl al Awwa, es también una estrella blanco-amarilla de la secuencia principal de tipo F2V, más caliente (6715 K) y dos veces más luminosa que Zavijava, que se encuentra a 61 años luz de la Tierra.
Syrma, nombre que recibe ι Virginis, es una subgigante amarilla de tipo espectral F7IV con una luminosidad 9 veces mayor que la del Sol.
Por su parte, η Virginis es un sistema estelar triple de tipo A2IV con una binaria espectroscópica —cuyo período orbital es de 72 días— acompañada por una componente exterior que emplea 13,1 años en completar su órbita en torno al par interior.
θ Virginis es otro sistema triple parecido al anterior, pues la estrella principal es también una subgigante de tipo A1IV.
De muy distintas características es δ Virginis, cuyo nombre oficial es Minelauva, una gigante roja de tipo M3III con un diámetro 67 veces más grande que el del Sol y una luminosidad bolométrica —en todas las longitudes de onda— 468 veces superior a la luminosidad solar.
Muy semejante a esta, ν Virginis es también una gigante roja —aunque de tipo M1III— 54 veces más grande que el Sol y con una luminosidad 631 veces mayor que la de este.
Entre las variables de la constelación se encuentran las variables Mira R Virginis y RU Virginis. La magnitud aparente de la primera varía entre +6,1 y +12,1 en un período de 145,63 días, mientras que la segunda lo hace entre +9,0 y +14,2 en un período de 433,20 días.
RU Virginis es, además, una estrella de carbono cuyo espectro presenta las líneas de absorción características de este elemento. Su temperatura superficial es de solo 2100 K y, al igual que otras estrellas similares, pierde masa estelar a un ritmo elevado.
SS Virginis es otra estrella de carbono, aunque catalogada como variable semirregular de tipo SRA, cuyo brillo varía 3,6 magnitudes en un ciclo de 364,14 días.

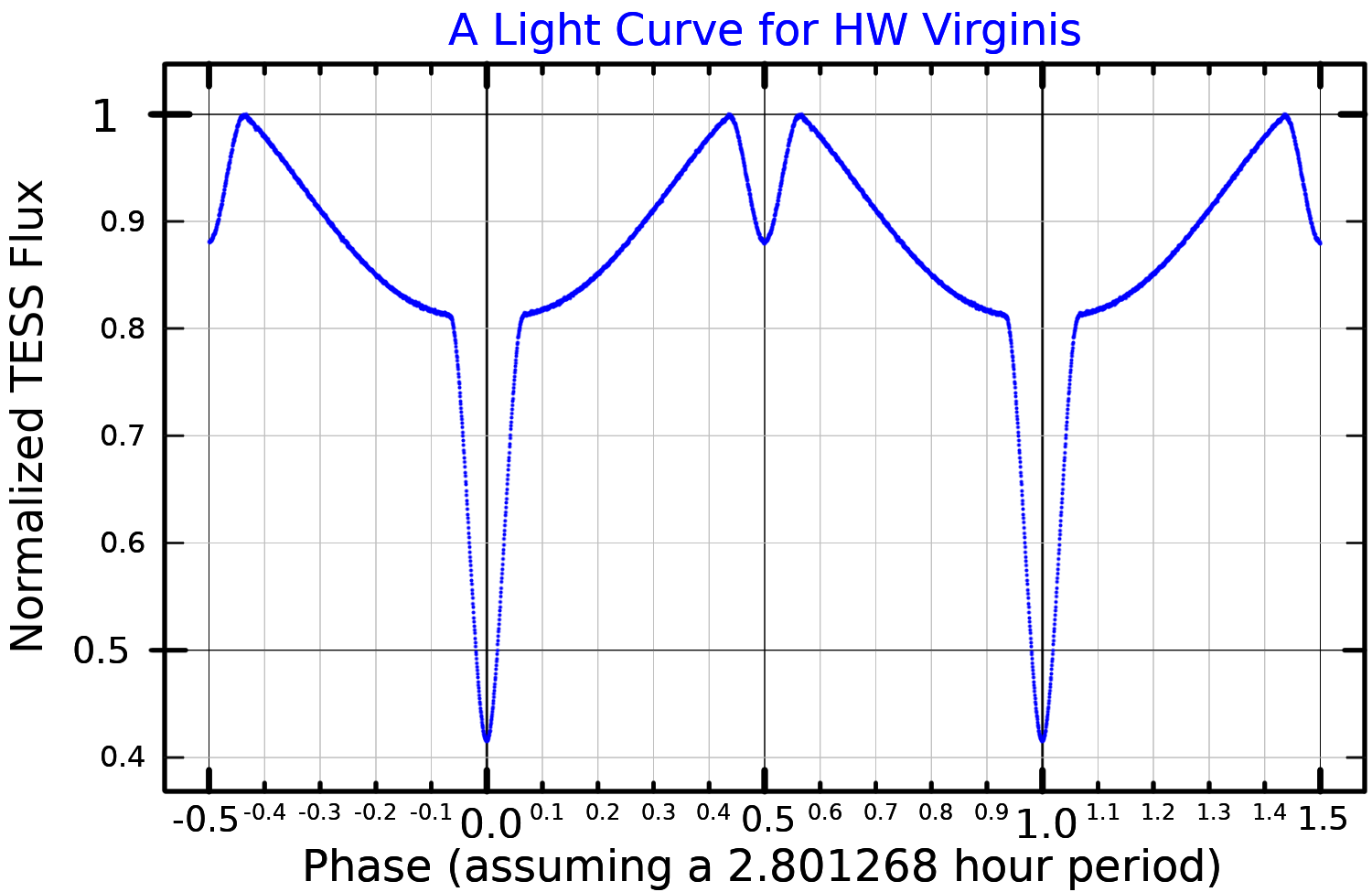
Curva de luz de la variable eclipsante HW Virginis (datos de TESS)

Otra variable de Virgo, W Virginis, es una estrella pulsante arquetipo de un tipo de variables denominadas cefeidas de Población II o variables W Virginis; su brillo fluctúa entre magnitud 9,46 y 10,75 a lo largo de un período de 17,2736 días.
FF Virginis, llamada estrella de Preston, es una variable Alfa2 Canum Venaticorum de tipo ApEuSrCr cuyo espectro muestra líneas de absorción fuertes de cromo y estroncio y, como es característico de esta clase de variables, tiene un gran campo magnético.
CW Virginis, igualmente variable Alfa2 Canum Venaticorum, presenta también contenidos muy elevados de estroncio, cromo y europio; en el caso de este último elemento, su abundancia relativa es hasta 30 000 veces más elevada que en el Sol.
Por otra parte, HT Virginis es una binaria visual en donde una de sus componentes es, a su vez, una binaria eclipsante de contacto; su brillo disminiuye 0,42 magnitudes durante el eclipse.
El período de GR Virginis —también binaria de contacto— es de solo 0,347 días, siendo su estrella primaria de tipo espectral F7-8V.
HW Virginis es otra binaria eclipsante cuya componente principal es una subenana de tipo B cuya temperatura superficial supera los 28 000 K.
Son varias las estrellas de Virgo que tienen sistemas planetarios. χ Virginis es una gigante naranja de tipo K2III con una metalicidad mayor que la del Sol alrededor de la cual orbitan dos exoplanetas; la masa del planeta más interno es al menos 11 veces mayor que la de Júpiter. Asimismo, 70 Virginis es una enana amarilla de tipo G5 evolucionada —su edad se estima en 7890 millones de años y su diámetro es casi el doble que el del Sol— en torno a la cual gira un gigante gaseoso que tiene 7,5 veces la masa de Júpiter; su órbita es más interior que la zona de habitabilidad de la estrella. Otra enana amarilla en la constelación, 38 Virginis, también tiene un planeta que se mueve en una órbita casi circular a 1,82 ua de la estrella.
HD 126614 es una subgigante amarilla con una metalicidad notablemente alta ([Fe/H] = +0,46) que tiene un planeta cuya masa equivale al 34 % de la de Júpiter.
Igualmente, HD 130322 —llamada Mönch de acuerdo a la UAI— y HD 102195 —de nombre Flegetonte— son enanas naranjas que cuentan con un planeta de tipo «júpiter caliente»: el de Mönche tiene un período orbital de 10,7 días y el de Flegetonte de solo 4,11 días.
Otra estrella interesante es 61 Virginis, análogo solar de tipo G5V con una masa y un radio ligeramente inferiores a los del Sol. Su luminosidad equivale al 78 % de la luminosidad solar y su masa es un 8 % menor que la del Sol. En 2009 se anunció el descubrimiento de tres planetas extrasolares en órbita alrededor de esta estrella, con masas comprendidas entre 5 y 25 veces la masa de la Tierra.
Los tres planetas orbitan muy cerca de la estrella; en comparación con nuestro sistema solar, los tres se moverían dentro de la órbita de Venus.
PSR B1257+12 es un púlsar —que recibe el nombre de Lich— con tres planetas, siendo estos tanto los primeros planetas extrasolares como los primeros planetas de púlsar en ser descubiertos. Los planetas tienen 0,02, 4,3 y 3,4 masas terrestres respectivamente y el más exterior completa una órbita alrededor del púlsar cada 98,24 días. Lich gira sobre sí mismo a gran velocidad, realizando una rotación cada 6,2 milisegundos.
La estrella de la constelación más cercana a la Tierra, a 10,9 años luz, es Ross 128, enana roja de tipo M4V con una luminosidad en torno al 0,029 % de la luminosidad solar. En 2017 se descubrió un planeta extrasolar con una masa mínima un 35 % mayor que la de la Tierra que orbita a 0,049 ua de esta estrella.
Otro sistema cercano, Wolf 424, consta de dos enanas rojas —aún más tenues que Ross 128— cuyo período orbital es de 16,2 años; esta binaria está situada a 14,3 años luz de distancia.
Algo más alejada, Gliese 486 es otra enana roja —de tipo M3.5V— en donde se ha descubierto una «supertierra» caliente que tiene 2,81 veces la masa terrestre y un tamaño un 31 % mayor.
Asimismo Ross 458 —llamada también DT Virginis— es una binaria compuesta por dos enanas rojas acompañadas por una distante enana marrón, probablemente de tipo T8, separada al menos 1100 ua de ella.

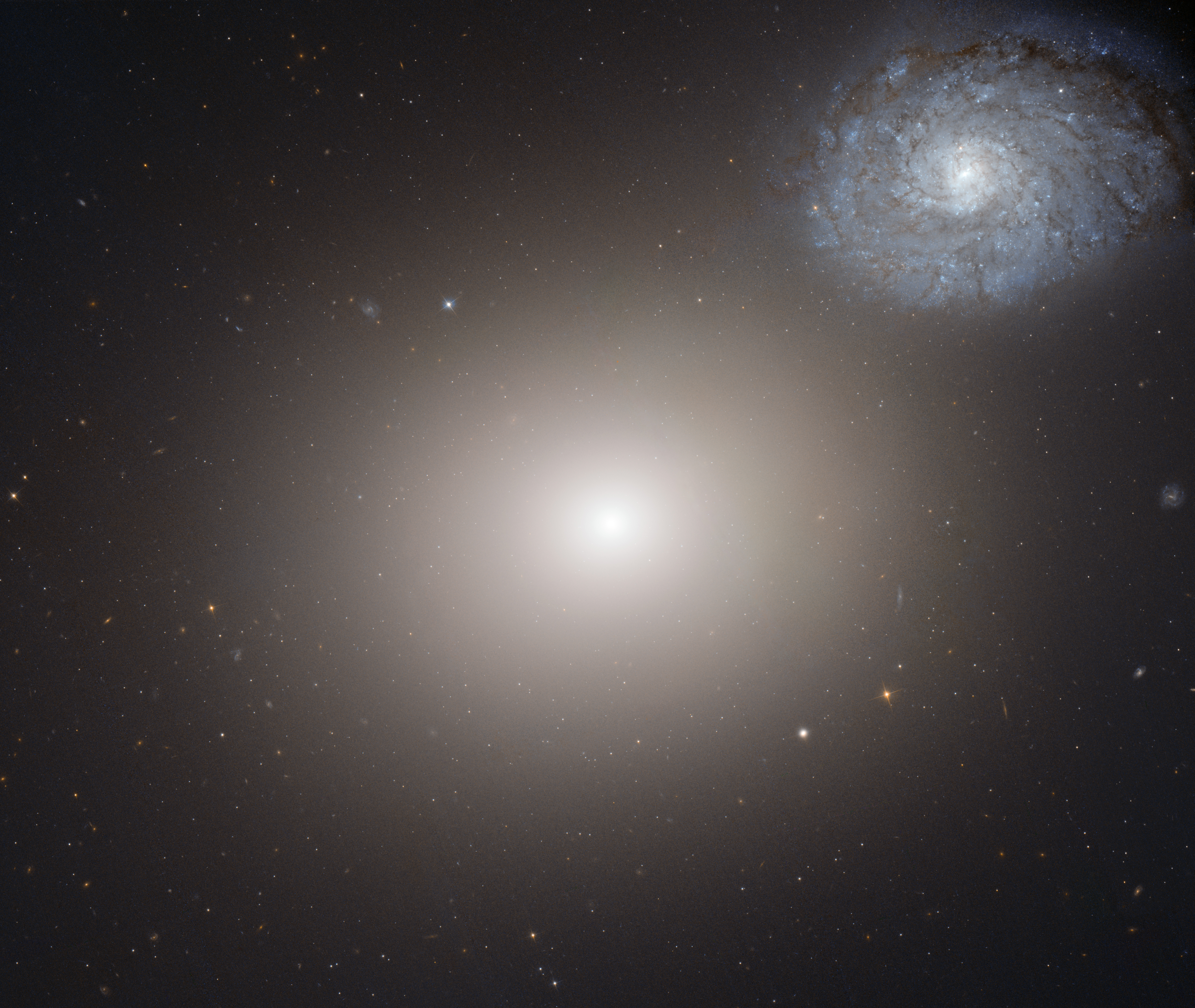
En la imagen Arp 116, compuesta por la galaxia elíptica gigante M60 (centro) y por NGC 4647

En Virgo se localiza la nebulosa planetaria Abell 36. Distante unos 800 años luz, la temperatura de su estrella central es de unos 73 000 K. Su morfología consta de un esferoide interior y dos arcos simétricos puntuales brillantes.

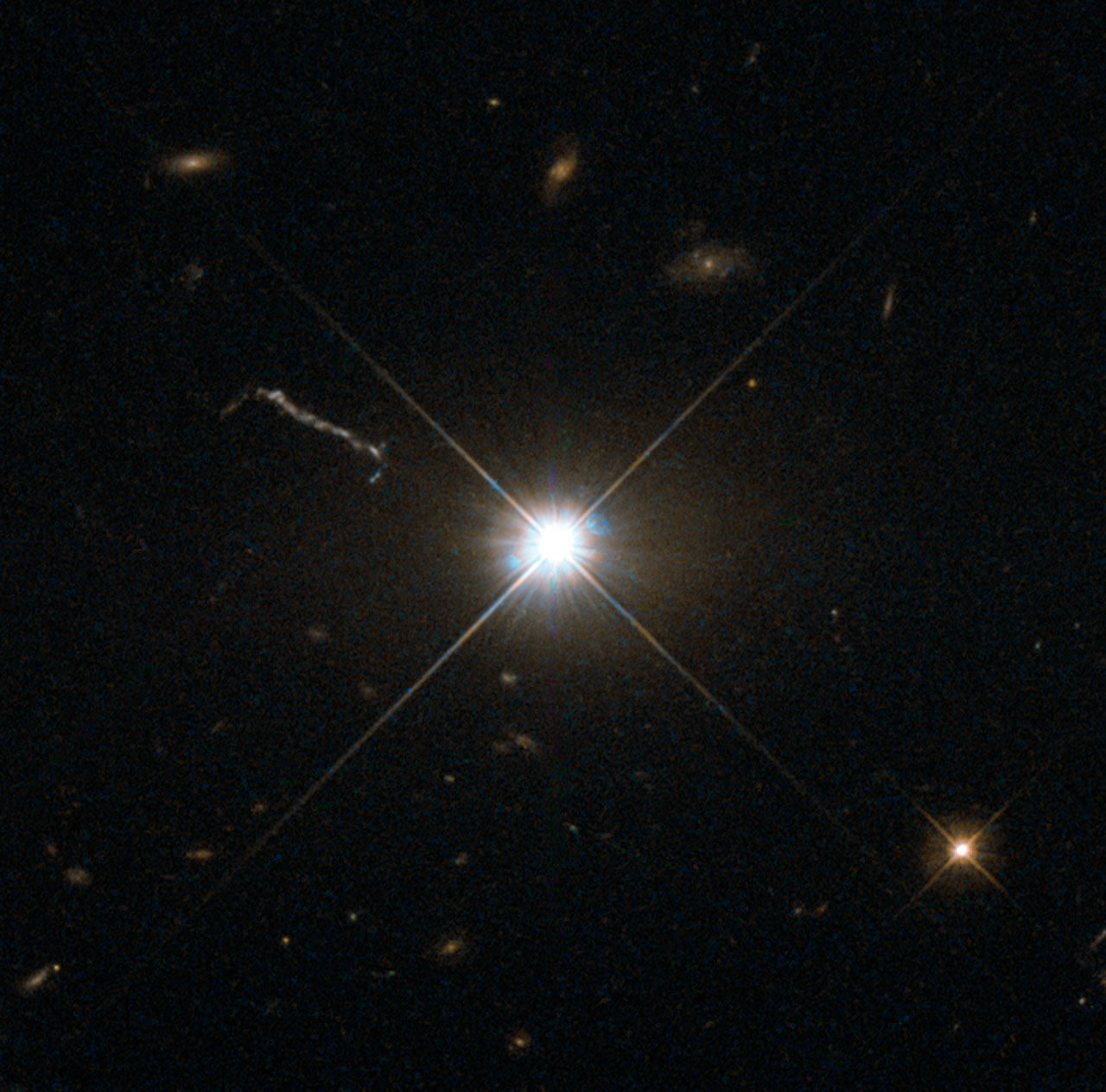
Imagen del cuásar 3C273 recogida por el telescopio espacial Hubble

El hecho de que en dirección a Virgo se encuentra el cúmulo de galaxias denominado Cúmulo de Virgo —entre 5° y 10° al oeste de Vindemiatrix— hace que sea una región especialmente rica en galaxias. Once galaxias del catálogo Messier se localizan en la dirección de Virgo.
M49 es una de las galaxias más brillantes del cúmulo y fue la primera del mismo en ser descubierta; contiene casi 6000 cúmulos globulares.
M60 es una de las galaxias elípticas gigantes del cúmulo y tiene un diámetro lineal de 120 000 años luz; en su centro se encuentra un enorme agujero negro, 4500 millones de veces más masivo que el sol, siendo uno de los agujeros negros más masivos que se conocen.
Sin embargo, la galaxia dominante del cúmulo parece ser M87, también una galaxia elíptica gigante y una de las más masivas del universo local con unos 12 000 cúmulos globulares; una característica notable de esta galaxia es un «jet» gigante de material gaseoso eyectado desde su núcleo galáctico.
NGC 4216, otro miembro de la agrupación, ha absorbido algunas de sus galaxias satélites, pudiéndose observar débiles corrientes estelares que se extienden miles de años luz en su halo.
También son galaxias del cúmulo la espiral barrada M58, considerada una galaxia anémica, y M61, en la cual se han observado al menos seis supernovas en los últimos cien años.
Asimismo, NGC 4526 (también catalogada como NGC 4560) es una galaxia lenticular que desde la Tierra se observa casi de perfil; en el halo exterior de esta galaxia, las velocidades orbitales de los cúmulos globulares indican una pobreza atípica de materia oscura.
Merece especial atención la denominada Galaxia del Sombrero (M104), situada a 31 millones de años luz y que no forma parte del Cúmulo de Virgo. Posee un núcleo grande y brillante, una inusual protuberancia central, y una destacada banda de polvo en el disco galáctico. Desde la Tierra también aparece vista de perfil, lo que le confiere su característica apariencia de «sombrero».
Por otra parte, IC 1101 es una galaxia elíptica supergigante en el centro del cúmulo de galaxias Abell 2029. Con un diámetro aproximado de 125 kilopársecs, es una de las galaxias más grandes y luminosas que se conocen.
En Virgo se encuentra 3C 273, el cuásar más brillante del cielo (en el espectro visible) y el primero en ser identificado como tal. Es uno de los más cercanos a la Tierra con un corrimiento al rojo z = 0,158, lo que equivale a una distancia de 749 megapársecs. 
También es uno de los cuásares más luminosos, siendo su magnitud absoluta −26,7.

## Estrellas principales

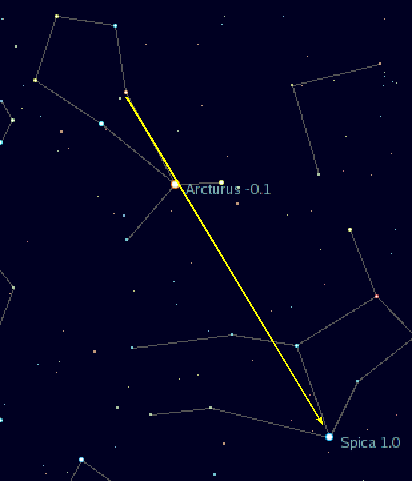
Localización de Espiga en el cielo nocturno.

- α Virginis (Espiga o Spica), la más brillante de la constelación con magnitud aparente +1,0, es una estrella binaria espectroscópica con las dos componentes muy próximas entre sí.
- β Virginis (Zavijava o Zavijah), con magnitud 3,61 es una enana amarilla más caliente y luminosa que el Sol distante 36 años luz.
- γ Virginis (Porrima), la segunda más brillante con magnitud 2,74 es también una estrella binaria con ambas estrellas blancas prácticamente iguales. Es fácil de resolver con telescopio.
- δ Virginis (Minelauva, Minelava o Auva), estrella gigante roja de magnitud 3,39 y variable semirregular.
- ε Virginis (Vindemiatrix o Almuredín), de magnitud 2,83 es una estrella gigante amarilla de tipo espectral G8III. Está situada a una distancia de 110 años luz.
- ζ Virginis (Heze), de magnitud 3,38, estrella blanca a 73 años luz situada muy cerca del ecuador celeste.
- η Virginis (Zaniah), de magnitud 3,89, un sistema estelar triple.
- θ Virginis, estrella múltiple de magnitud 4,38.
- ι Virginis (Syrma), subgigante amarilla de magnitud 4,07.
- λ Virginis, sistema estelar de magnitud 4,50 a 187 años luz de distancia.
- μ Virginis (Rijl al Awwa), de magnitud 3,90, estrella blanco-amarilla de la secuencia principal a 61 años luz.
- ν Virginis, gigante roja y variable semirregular de magnitud media 4,04.

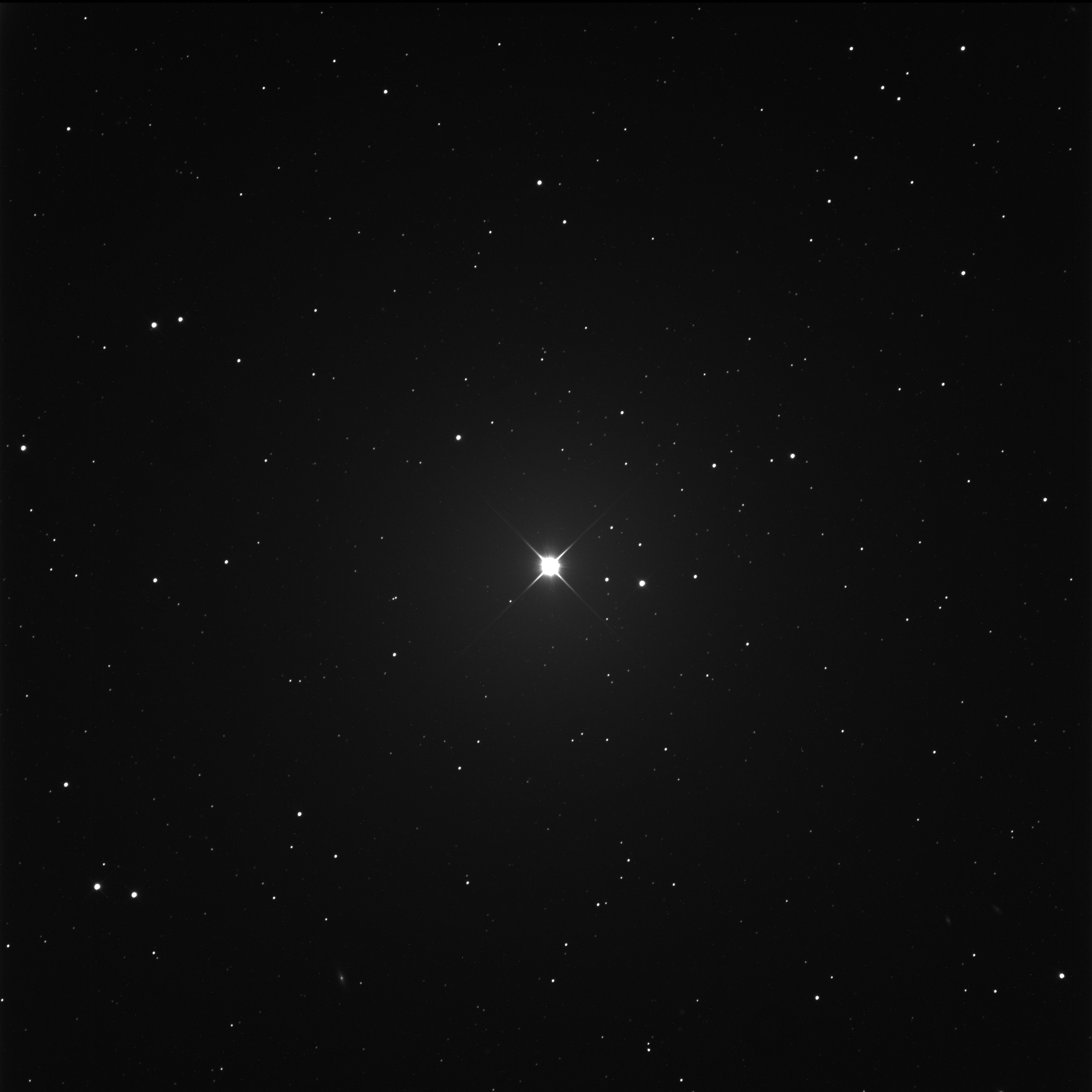
61 Virginis vista desde un telescopio de 12,5"

- ο Virginis, gigante amarilla catalogada como estrella de bario «leve».
- ρ Virginis, estrella blanca de magnitud 4,87 rodeada por un disco circunestelar de polvo.
- τ Virginis, estrella blanca de magnitud 4,24 que tiene una tenue compañera estelar.
- χ Virginis, gigante naranja con dos planetas extrasolares. Uno de ellos tiene una masa al menos 11 veces mayor que la de Júpiter.
- ψ Virginis, gigante roja y estrella variable irregular cuya magnitud oscila entre 4,73 y 4,96.
- ω Virginis, también gigante roja y variable semirregular.
- 17 Virginis, estrella binaria de magnitud 6,46 cuyas componentes están separadas 20 segundos de arco.
- 59 Virginis y 61 Virginis, estrellas semejantes al Sol; la segunda, de magnitud 4,74, posee tres planetas extrasolares.
- 70 Virginis, estrella con un planeta extrasolar o enana marrón (70 Virginis b) en una órbita excéntrica.
- 83 Virginis, supergigante amarilla de magnitud 4,16.
- 109 Virginis, aunque no tiene denominación de Bayer es la séptima estrella más brillante de la constelación con magnitud 3,71.
- 110 Virginis, gigante naranja de magnitud 4,40.

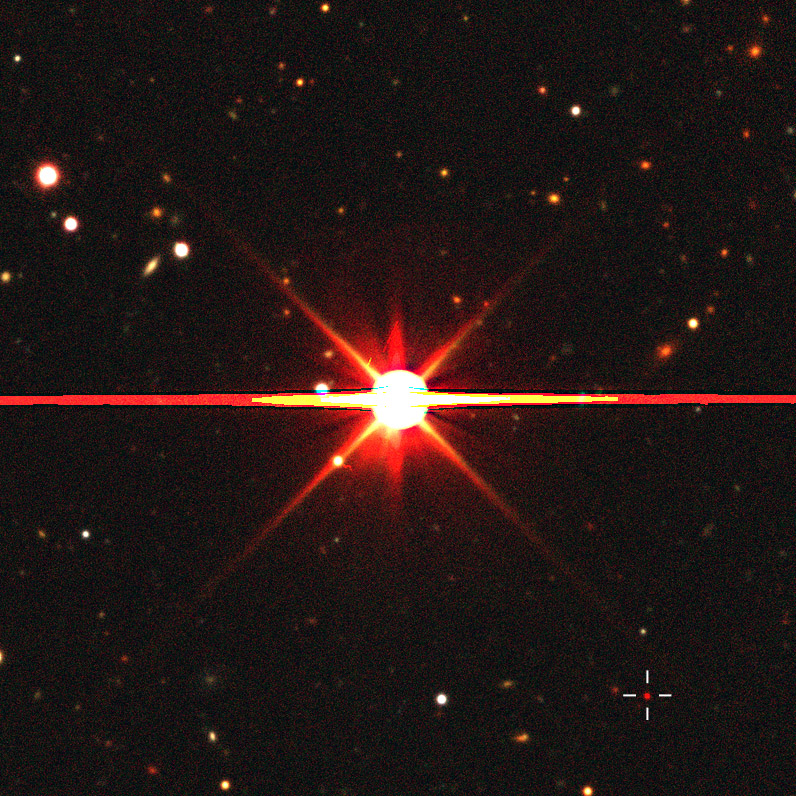
Imagen de Ross 458, dos enanas rojas acompañadas por una enana marrón (señalada abajo a la derecha)

- R Virginis, estrella variable tipo Mira, con magnitud variable entre 6,2 y 12 en un período de 145,64 días.
- W Virginis, variable cefeida que da nombre a un tipo de variables (variables W Virginis).
- RU Virginis y SS Virginis, ambas estrellas de carbono; la primera es una variable Mira de largo período (433 días) y la segunda una variable semirregular.
- BH Virginis, binaria eclipsante y variable RS Canum Venaticorum cuyas dos componentes son enanas amarillas.
- CU Virginis y CW Virginis (78 Virginis), variables Alfa2 Canum Venaticorum de magnitudes respectivas 5,01 y 4,91.
- Ross 458 (DT Virginis), sistema compuesto por dos enanas rojas y un objeto que puede ser una enana marrón.
- FF Virginis (Estrella de Preston), estrella Ap de magnitud 7,12.
- GR Virginis y HT Virginis, ambas son binarias de contacto, sistemas en donde dos estrellas comparten sus capas exteriores.
- HW Virginis y NY Virginis, binarias eclipsantes cuya componente principal es una subenana caliente de tipo espectral B.
- PP Virginis, estrella Ap de oscilaciones rápidas (roAp) de magnitud 8,30.
- HD 102195 y HD 130322, las dos enanas naranjas y cada una de ellas con un planeta del tipo «Júpiter caliente».

- HD 104304 (HR 4587), subgigante de magnitud 5,54 con una enana roja como compañera estelar.
- HD 107148, enana amarilla con un planeta extrasolar a 0,27 ua.
- HD 109930, enana naranja con una metalicidad muy elevada.
- HD 126053, análogo solar más antiguo que el Sol de magnitud 6,30.
- Ross 128 (FI Virginis) y GL Virginis, ambas enanas rojas y estrellas fulgurantes; la primera está a 10,91 años luz del sistema solar y en torno a ella se ha descubierto un planeta extrasolar, Ross 128 b.
- Wolf 424, sistema estelar compuesto por dos enanas rojas especialmente tenues en las cercanías del sistema solar.
- Wolf 489, enana blanca solitaria a 26,7 años luz de la Tierra.
- PSR B1257+12 (Lich), púlsar milisegundo con tres planetas extrasolares.

## Objetos de cielo profundo

Galaxia del Sombrero (M104).

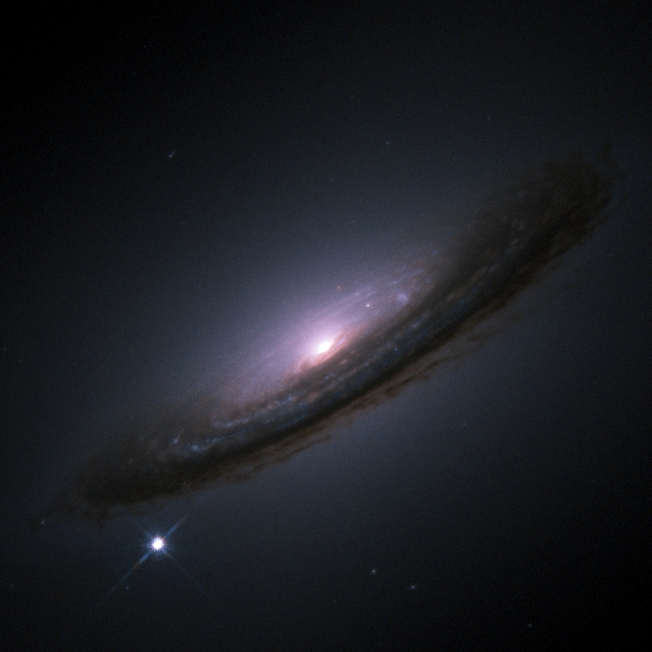
Galaxia NGC 4526 y supernova SN 1994D (punto brillante a la izquierda).

Hay más de trece mil galaxias esparcidas por Virgo y la Cabellera de Berenice. El Cúmulo de Virgo es un grupo de galaxias que contiene más de 2000 miembros. Cabe destacar:
- La galaxia elíptica M49, la más brillante del Cúmulo de Virgo. Fue descubierta por Charles Messier en febrero de 1771. Al igual que otras galaxias elípticas gigantes parece poseer en su centro un agujero negro supermasivo. Actualmente está interactuando con la pequeña galaxia enana irregular UGC 7636.
- La galaxia elíptica gigante Virgo A (M87), una de las mayores que se conocen. Es la mayor y más luminosa de la zona norte del Cúmulo de Virgo, también con un agujero negro supermasivo. Es una de las fuentes de radio más brillantes en el cielo.
- La galaxia espiral barrada M58 situada 6.º al oeste de Vindemiatrix (ε Virginis). Es una galaxia anémica con baja actividad de formación estelar, fundamentalmente en el disco óptico de la galaxia,[68] y relativamente poco hidrógeno neutro, también localizado dentro de su disco y concentrado en grumos.[69]
- Galaxias elípticas M59 y M60, al este de M58. M60 tiene una compañera (NGC 4647) situada al norte.
- Galaxia del Rehilete (M61), galaxia espiral intermedia de tipo SABbc, uno de los mayores miembros del Cúmulo de Virgo.
- En el centro del Cúmulo de Virgo, dos galaxias lenticulares, M84 y M86, separadas 17 arcmin.
- Galaxia espiral M90, con brazos lisos y mal definidos sin apenas rasgos distintivos.
- A 1,2.º al este de M87 se encuentra la pequeña galaxia elíptica M89, cuya forma es prácticamente esférica.
- La espectacular galaxia del Sombrero (M104), de magnitud 9,0, con su franja oscura en el ecuador, en realidad no pertenece al Cúmulo de Virgo. Es invisible a simple vista pero fácilmente reconocible con pequeños telescopios. Distante 31 millones de años luz de la Tierra, es considerada la galaxia más brillante en un radio de 10 megaparsecs.
- NGC 4216, galaxia espiral vista de perfil, y NGC 4536, 4.º al noroeste de Porrima (γ Virginis).
- Galaxias lenticulares NGC 4526 y NGC 4984.
- NGC 4567 y NGC 4568, dos galaxias espirales interactuando.
- Abell 36, nebulosa planetaria distante 780 años luz.
- Cuásar 3C273, de magnitud 13, a unos 3000 millones de años luz es el objeto más alejado visible con la mayoría de telescopios de aficionado.

## Mitología

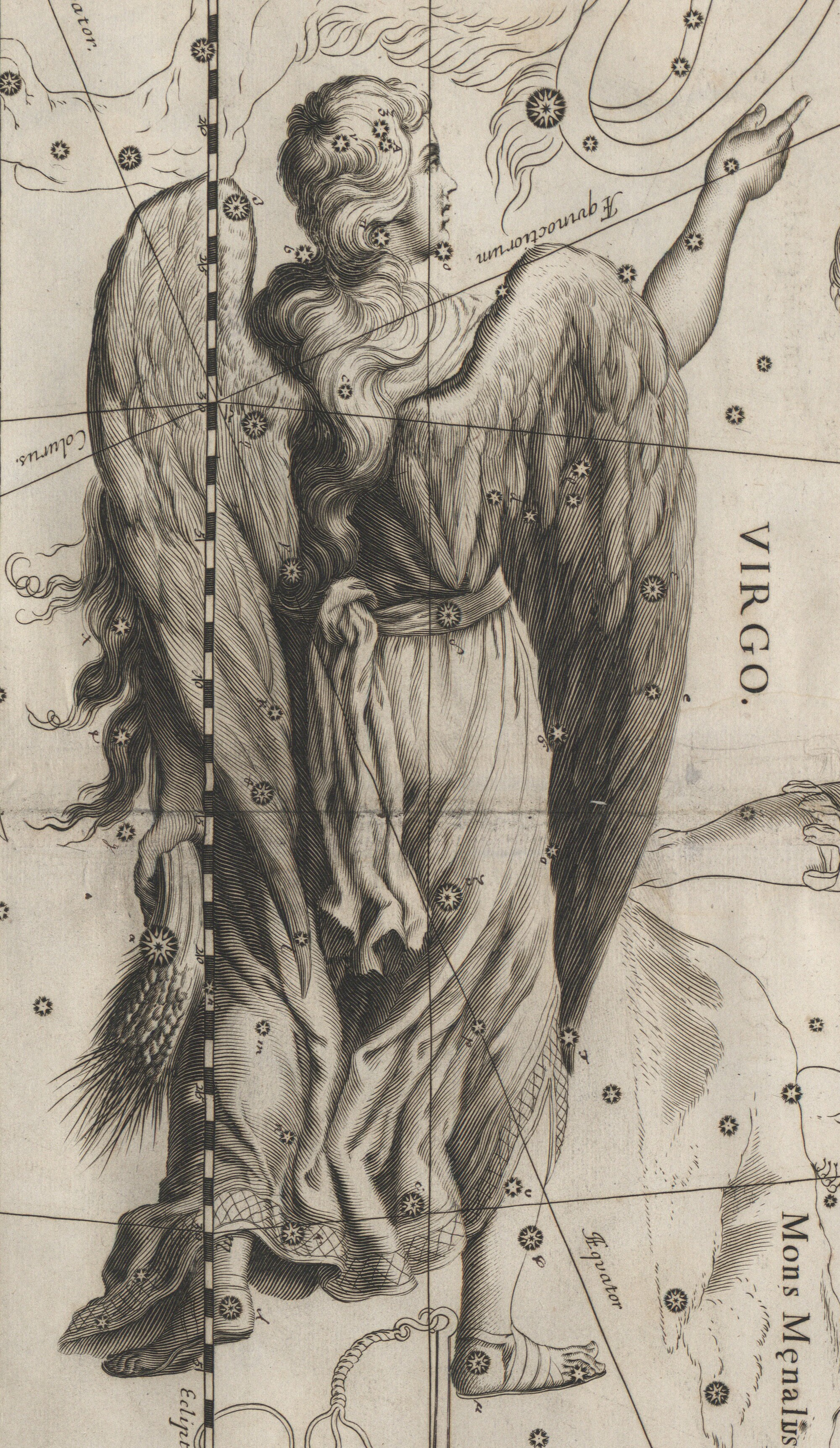
Virgo, la virgen.

El catasterismo de la Virgen tiene varias versiones en la mitología griega. Eratóstenes nos dice que Hesíodo, en la Teogonía, dejó dicho que ésta es hija de Zeus y Temis, y que se llama Dike («Justicia»). Arato, que toma de este la historia, dice también que al principio, aun siendo inmortal, habitaba con los hombres en la tierra; que los varones no la veían y ella se estaba entre las mujeres, las cuales la llamaban Justicia. Ahora bien, cuando estos cambiaron de forma de ser y dejaron de velar por lo justo, ya no siguió con ellos sino que se retiró a los montes. Más tarde se produjeron disensiones y guerras entre aquéllos y, dice, sintiendo odio de su absoluta injusticia, regresó al cielo. Finalmente la enfermedad llegó a ser tan extrema que se dijo que había nacido la Raza de Bronce.
El autor repasa las otras variantes y dice que otros relatos se cuentan, en gran número, acerca de ella, pues unos dicen que es Deméter porque sostiene una espiga, otros que Isis, Atargatis, o Tique (Fortuna), por lo cual también la pintan sin cabeza. Aún se cuentan dos versiones más. Algunos la han llamado Erígone, hija de Icario. Otros la llaman hija de Apolo por Crisótemis, una niña, llamada Pártenos («virgen»). Apolo la colocó entre las constelaciones porque murió joven.
En el hombro derecho de la Virgen, se encuentra la Vendimiadora (Vindemiatrix). Su salida temprana era el signo del comienzo de la vendimia. Se dice que Dioniso trasladó a Ampelo al cielo como esta estrella después de que cayera de un árbol mientras cortaba uvas.